# Chicago Mustangs 1968
Questa pagina raccoglie i dati riguardanti i Chicago Mustangs nelle competizioni ufficiali della stagione 1968.

## Stagione
La stagione del 1968 fu l'ultima disputata dai Chicago Mustangs, che ottennero il secondo posto della Lakes Division. John Kowalik fu il miglior marcatore del sodalizio e del campionato, ottenendo anche il premio di miglior giocatore stagionale.

## Organigramma societario
Area direttiva
Area tecnica
- Allenatore: George Meyer
- Preparatore: Freddie Forgeur

## Rosa
| N. |                             | Ruolo | Calciatore           |
| -- | --------------------------- | ----- | -------------------- |
| 1  | Norvegia (bandiera)         | P     | Ray Olsen            |
| 2  | Grecia (bandiera)           | D     | Tomas Fotiadis       |
| 3  | Grecia (bandiera)           | D     | Fotis Dakovanos      |
| 4  | Stati Uniti (bandiera)      | D     | Adolph Bachmeier     |
| 5  | Stati Uniti (bandiera)      | D     | Robert Gansler       |
| 6  | Argentina (bandiera)        | C     | John Battista        |
| 7  | Stati Uniti (bandiera)      | A     | Ed Murphy (capitano) |
| 8  | Jugoslavia (bandiera)       | A     | Bozo Spajic          |
| 9  | Paesi Bassi (bandiera)      | C     | Werner Glanz         |
| 10 | Guatemala (bandiera)        | A     | Harold Juarez        |
| 11 | Polonia (bandiera)          | A     | Janusz Kowalik       |
| 12 | Uruguay (bandiera)          | C     | Alex Majewski        |
| 13 | Stati Uniti (bandiera)      | D     | Tom Cecic            |
| 14 | Irlanda del Nord (bandiera) | C     | Jim Gibson           |
| 15 | Germania (bandiera)         | A     | Carl Baessler        |

| N. |                        | Ruolo | Calciatore         |
| -- | ---------------------- | ----- | ------------------ |
| 16 | Jugoslavia (bandiera)  | D     | Tomislav Milićević |
| 17 | Stati Uniti (bandiera) | C     | Larry Hausmann     |
| 18 | Jugoslavia (bandiera)  | A     | Dan Stojović       |
| 19 | Jugoslavia (bandiera)  | A     | Petar Šulinčevski  |
| 20 | Polonia (bandiera)     | P     | Bruno Lesniak      |
| 20 | Turchia (bandiera)     | P     | Turgut Yelmer      |
| 21 | Germania (bandiera)    | P     | Gerd Langer        |
| 22 | Polonia (bandiera)     | A     | Henryk Sass        |
|    | Argentina (bandiera)   | P     | Carlos Borgialli   |
|    | Jugoslavia (bandiera)  | C     | John Bosniac       |
|    | Stati Uniti (bandiera) | P     | John Bunzel        |
|    | Grecia (bandiera)      | A     | Steve Eliadas      |
|    | Cile (bandiera)        |       | Christian Gonzales |
|    | Grecia (bandiera)      | A     | Pantelis Kouratos  |
|    | Stati Uniti (bandiera) | P     | Karl Schramm       |